# Delegación de Colchagua
La delegación de Colchagua fue una división territorial de Chile. Corresponde al antiguo partido de Colchagua, que con la Constitución de 1823 cambia de denominación.
Su cabecera estaba en la Villa de San Fernando. La delegación, además de su capital, estaba constituida por los distritos de Cabecera, Malloa, Parrones, Talcarehue, San Pedro, Colchagua, Roma, Tunca, Nancagua, Barriales, Pencahue, Puquillay, Pelequén, Pichidegua, Yáquil, Río Claro, Estrella, Placilla, Chanquiahue, Rosario, Manantiales, Olivar, Cáhuil, Cuesta, Coinco, Navidad, Chimbarongo, Guacarhue y Reto.
Con la ley de 30 de agosto de 1826, que organiza la República, pasa a constituir la Provincia de Colchagua junto con la delegación de Curicó.